# Siluo
Siluo (kinesiska: 丝罗乡, 丝罗) är en socken i Kina. Den ligger i provinsen Sichuan, i den sydvästra delen av landet, omkring 390 kilometer nordost om provinshuvudstaden Chengdu. Antalet invånare är 3 252. Befolkningen består av 1 654 kvinnor och 1 598 män. Barn under 15 år utgör 22,0 %, vuxna 15-64 år 61 %, och äldre över 65 år 15,0 %.
Genomsnittlig årsnederbörd är 1 409 millimeter. Den regnigaste månaden är juli, med i genomsnitt 293 mm nederbörd, och den torraste är december, med 5 mm nederbörd.